# Katie Fforde: Slavnostní okamžik
Katie Fforde: Slavnostní okamžik (německy Katie Fforde: Festtagsstimmung) je německý romantický film z roku 2010 režírovaný Johnem Delbridgem.

## Děj
Grace, se kterou se rozvádí manžel, pořádá oslavu, na které jako servírka pracuje Ellie. Elli je těhotná, ale i přesto se s ní seznámí umělec Randolph Frazier. Na oslavě je také Flynn Cormack, kterého zajímá Gracin dům. Po oslavě Grace nabídne Ellie, že u ní může do rána přespat, ale Ellie odmítne.
Druhý den jde Ellie do inzertní kanceláře a podává si inzerát, že hledá bydlení. Do inzertní kanceláře přijde i Grace. Nabídne Ellie, že může bydlet u ní, a poté, co Ellie odejde, si sama podá inzerát, že hledá práci. Práci potřebuje, aby mohla dostat úvěr na opravu domu. Flynn Cormack ten den mluví s Demi, Graciinou sestrou, která nemá Grace příliš ráda a která chce jejich dům prodat a nabídne prohlídku. Gracin manžel požádá Grace, jestli by u ní nějakou dobu mohla být jeho dcera z prvního manželství.
Grace se Flynn líbí, ale Demi jí přesvědčí, že mu jde jenom o dům, takže se na Flynna naštve. Požádá o práci svého manžela, ale ten jí pomoc odmítne. Ellie uvidí v novinách inzerár s nabídkou práce a zavolá na něj. Když se jde ucházet na místo, zjistí, že ten, kdo hledá někoho na práci, je Randolph Frazier. Grace si s Flynnem vysvětlí, že mu o dům nejde.
Během bouřky spadne na dům strom, který zničí střechu. Grace volá Flynnovi a jede za ním i na stavbu, ale o Flynnovi nikdo neví. Později se Flynn ukáže před Graciným domem s materiálem na opravu domu.
Během úklidu najde Ellie obraz, a jede se poradit s Randolphem Frazierem o ceně onoho obrazu. Na schůzce s ním ale začne mít bolesti, tak jí Randolph Frazier odveze do porodnice, kde Ellie porodí miminko. Poté, co se oba vrátí ke Grace do domu, Randolph Frazier vysvětlí, že obraz není od umělce, od kterého si všichni mysleli, že je, ale od jeho žáka. Cena obrazu není tak vysoká, ale je dost vysoká na to, aby zaplatila opravu domu a pokryla náklady Deminy firmy.
Grace s Demi si vysvětlí vzájemné problémy a Grace se nakonec rozhodne dům prodat a nastěhuje se k Flynnovi.

## Obsazení
| Rebecca Immanuel     | Grace Ravenglass   |
| Anna Hausburg        | Demi Ravenglass    |
| Julia Brendler       | Ellie Summers      |
| Patrick Rapold       | Randolph Frazier   |
| Thomas Scharff       | Flynn Cormack      |
| Helmut Zierl         | Edward Ravenglass  |
| Franziska Sztavjanik | Allegra Soudley    |
| Carl Burrows         | Richard Hanes      |
| Uta Delbridge        | Ann Graham         |
| Michael Schönborn    | Weinhändler Graham |